# Erateina immaculata
Erateina immaculata är en fjärilsart som beskrevs av Paul Dognin 1910. Erateina immaculata ingår i släktet Erateina och familjen mätare. Inga underarter finns listade i Catalogue of Life.